# Kostolac
Kostolac (in serbo Костолац?, in romeno Caştelu) è una città della Serbia situata nel distretto di Braničevo e una municipalità urbana della città di Požarevac.
La città si trova sulle rive del Danubio, nel luogo dove sorgeva la romana Viminacium, capitale della provincia della Moesia.
Kostolac è una località particolarmente importante per l'approvvigionamento energetico della regione, in quanto vi si trovano un grande giacimento di carbone e due centrali termoelettriche con una potenza installata complessiva di circa 920 MW.

## Galleria d'immagini

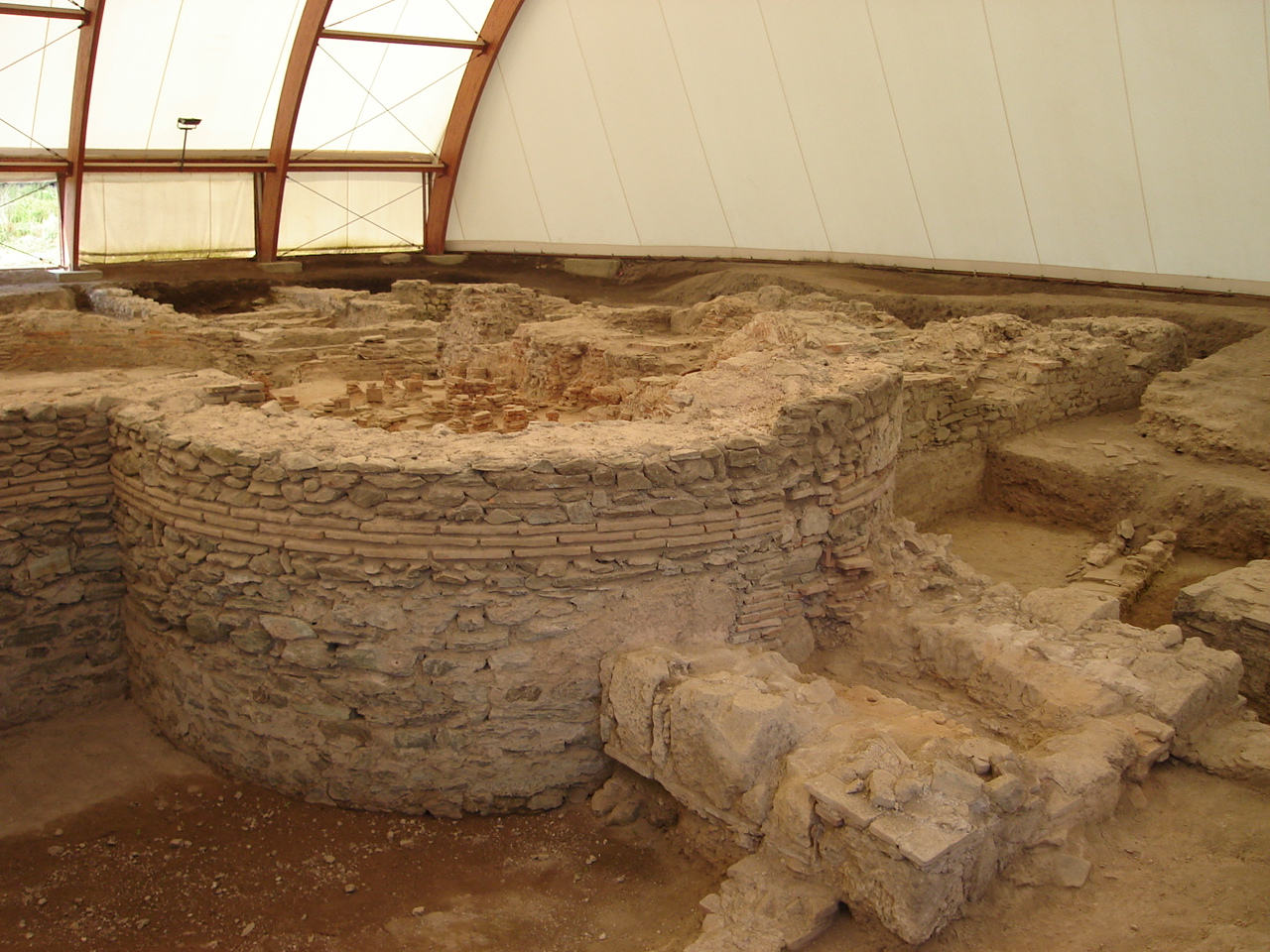
Ruderi della città di Viminacium
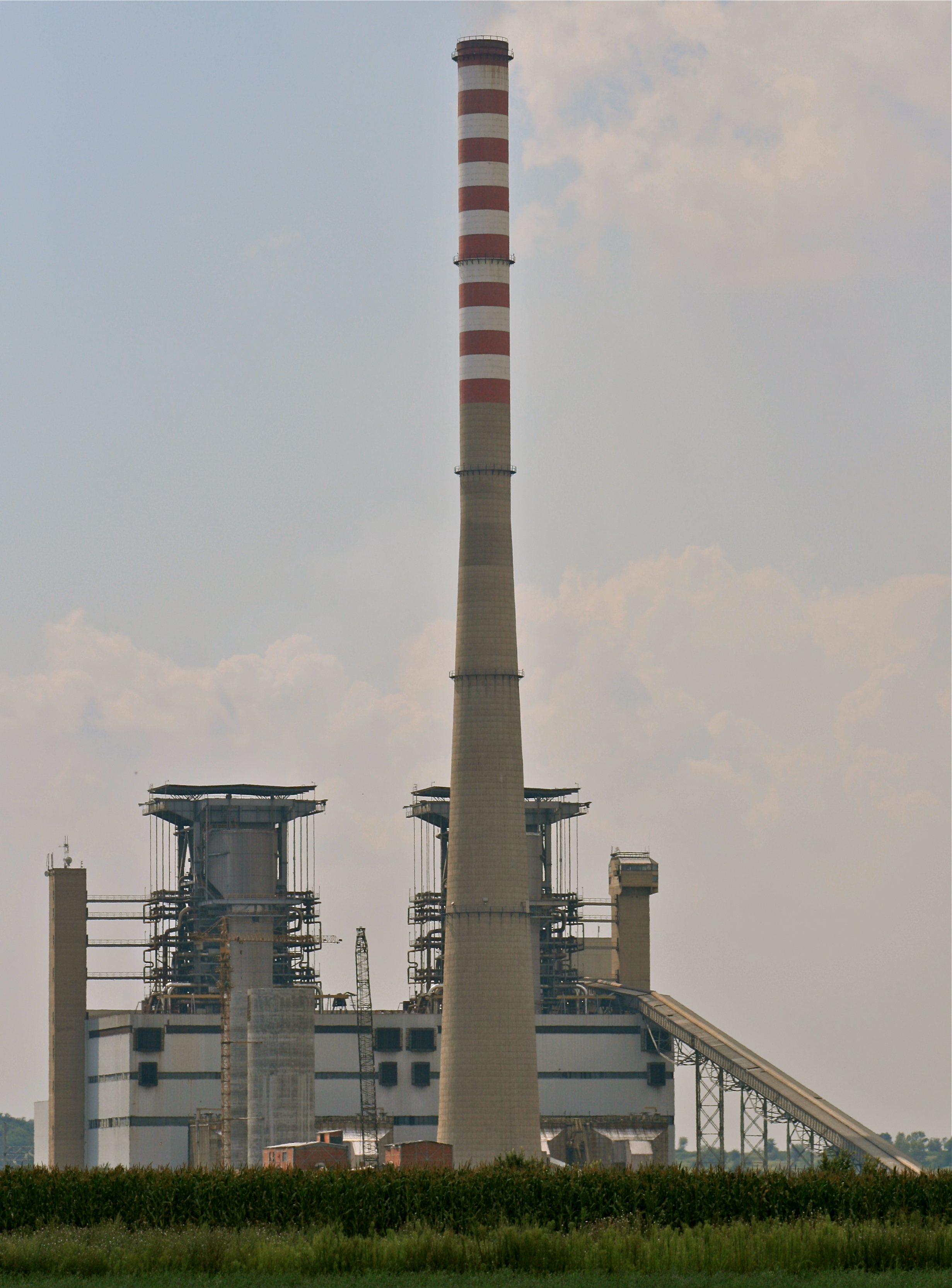
Centrale termoelettrica